# Sehnenzerrung
Eine Sehnenzerrung, auch Distension genannt, ist eine Verletzung des Sehnengewebes infolge einer unphysiologisch ablaufenden Dehnung, meist bei plötzlicher Überbelastung der Sehne oder ruckartiger Kontraktion des zugehörigen Muskels.
Sehr häufig ist die Sehnenzerrung mit einer Muskelzerrung kombiniert.
Im Gegensatz zum Sehnenriss liegt keine Unterbrechung der Sehnenkontur, jedoch eine in der Sonografie und in der Kernspintomographie sichtbare Schwellung und Ödembildung vor.

## Behandlungsmethoden
Die Behandlung entspricht etwa der einer Muskelzerrung.